# MiCARD
miCARD，全名為Multiple Interface card，是一種快閃記憶卡的標準，接口相容於USB和MMC卡。此卡為台灣財團法人工業技術研究院（ITRI,Industrial Technology Research Institute）所研發，並且有多家台灣的科技公司投入相關產品的量產。在2007年6月2日取得MMCA(MultiMedia Card Association)認定為全球快閃記憶卡的標準。

## 特色
miCARD為了能夠與目前通用的接面接軌，特別設計與USB、SD卡、MMC卡相容，讓使用者可以更容易使用此卡

## 應用
ASUS華碩eeePC(eeePC 1000)有內建miCARD的設計

## 外部連結
- 財團法人工業技術研究院